# نافلة ذهب
نافلة ذهب كاتبة وأديبة تونسية من مواليد مدينة تونس في 31 جانفي 1947.

## السيرة الذاتية
زاولت تعليمها الابتدائي والثانوي بنهج الباشا وأحرزت الباكالوريا من نفس المعهد وتابعت تعليمها العالي بالجامعة بكلية الحقوق بتونس، ومنها تحصلت على الإجازة سنة 1970.
عملت بشركة عجين الحلفاء زمنا، والتحقت بوزارة الثقافة، وعادت إلى إطارها الأصلي قبل التمتع بالتقاعد. كتبت القصة القصيرة والمقالة وقصص الأطفال. عضو اتحاد الكتاب التونسيين ونادي القصة منذ السبعينات.

## الإصدارات
- رحلة بيوسة
- النجمة سناء
- مغامرات الفرد مخماخ ( قصص للأطفال ) الشركة التونسية للتوزيع 80/ 1986
- الغابة السجينة، دار الجنوب، 1994 .
- أحلامنا - قصص مترجمة (للأطفال ) دار صلامبو، تونس 1979-1983
- الصمت ( قصص) ، دار تبر الزمان، تونس، 1993[2]
- أعمدة من دخان ـ مجموعة قصصية، دار صفاء 1979
- الشمس والإسمنت ـ مجموعة قصصية دار صفاء 1983
- الصمت ـ مجموعة قصصية، دار تبر الزمان 1993
- حكايا الليل ـ مجموعة قصصية، تبر الزمان 2003
- هارون يأخذ المنعطف (مجموعة قصصيّة)، دار تبر الزمان، تونس، 2016

وضعت عديد من قصص الأطفال:
- رحلة يبوسة.
- النجمة سنا
- مغامرات القرد مخماخ
- الغابة السجينة

كما ترجمت عدد من قصص الأطفال .